# Leichtathletik-Europameisterschaften 1962
| 7. Leichtathletik-Europameisterschaften | 7. Leichtathletik-Europameisterschaften |
| --------------------------------------- | --------------------------------------- |
|                                         |                                         |
| Stadt                                   | Belgrad                                 |
| Stadion                                 | Partizan-Stadion                        |
| Wettbewerbe                             | 36                                      |
| Weltrekorde                             | 3                                       |
| Weitere Europarekorde                   | 3                                       |
| Eröffnung                               | 12. September 1962                      |
| Schlussfeier                            | 16. September 1962                      |
| Chronik                                 |                                         |
| ← Stockholm 1958                        | Budapest 1966 →                         |

| Medaillenspiegel (Endstand nach 36 Entscheidungen) | Medaillenspiegel (Endstand nach 36 Entscheidungen) | Medaillenspiegel (Endstand nach 36 Entscheidungen) | Medaillenspiegel (Endstand nach 36 Entscheidungen) | Medaillenspiegel (Endstand nach 36 Entscheidungen) | Medaillenspiegel (Endstand nach 36 Entscheidungen) |
| Platz                                              | Land                                               | Gold                                               | Silber                                             | Bronze                                             | Gesamt                                             |
| -------------------------------------------------- | -------------------------------------------------- | -------------------------------------------------- | -------------------------------------------------- | -------------------------------------------------- | -------------------------------------------------- |
| 1                                                  | UdSSR                                              | 13                                                 | 6                                                  | 10                                                 | 29                                                 |
| 2                                                  | Großbritannien                                     | 5                                                  | 3                                                  | 6                                                  | 14                                                 |
| 3                                                  | Deutschland                                        | 4                                                  | 11                                                 | 8                                                  | 15                                                 |
| 4                                                  | Polen                                              | 3                                                  | 5                                                  | 5                                                  | 13                                                 |
| 5                                                  | Frankreich                                         | 2                                                  | 2                                                  | –                                                  | 4                                                  |
| 6                                                  | Italien                                            | 2                                                  | 1                                                  | 1                                                  | 4                                                  |
| 7                                                  | Ungarn                                             | 2                                                  | –                                                  | 2                                                  | 4                                                  |
| 8                                                  | Rumänien                                           | 1                                                  | 2                                                  | –                                                  | 3                                                  |
| 9                                                  | Finnland                                           | 1                                                  | 1                                                  | 2                                                  | 4                                                  |
| 10                                                 | Niederlande                                        | 1                                                  | 1                                                  | 1                                                  | 2                                                  |
| Vollständiger Medaillenspiegel                     |                                                    |                                                    |                                                    |                                                    |                                                    |

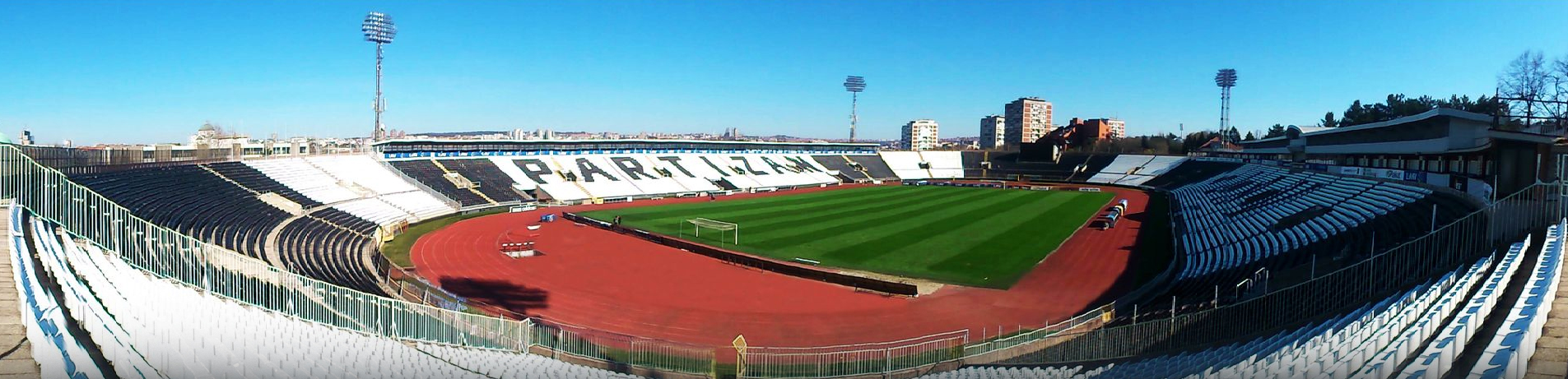
Panoramablick auf das Partizan-Stadion 2014 – 52 Jahre
nach den dortigen Europameisterschaften

Die 7. Leichtathletik-Europameisterschaften fanden vom 12. bis zum 16. September 1962 in der jugoslawischen Hauptstadt Belgrad statt.

## Teilnehmer
Deutschland nahm wie bei den vorangegangenen Europameisterschaften mit einem gemeinsamen Team teil, das sich aus entsprechenden Ausscheidungskämpfen zwischen der DDR und der Bundesrepublik Deutschland rekrutierte. Die getrennte Auflistung der Sportler aus den beiden Verbänden, wie sie sich in einigen Ergebnisübersichten findet, ist nicht korrekt. Es war der letzte gemeinsame Start der beiden deutschen Verbände DLV – Deutschland West – und DVfL – Deutschland Ost – bei Leichtathletik-Europameisterschaften. Nach den Olympischen Spielen 1964, bei denen es letztmals eine gesamtdeutsche Mannschaft gab, traten die DDR und BR Deutschland mit jeweils eigenen Mannschaften an.

## Wettbewerbe
Bei diesen Europameisterschaften gab es keine Änderungen im Wettkampfprogramm.

## Sportliche Leistungen
Die Sportler aus der UdSSR lagen mit dreizehn Goldmedaillen in der Medaillenwertung weit vor allen anderen Nationen. Großbritannien folgte mit fünf EM-Titeln. Die deutschen Sportler waren viermal, die polnischen dreimal ganz oben auf dem Siegerpodest.
In nur acht Disziplinen gab es keine neuen Meisterschaftsrekorde. Das macht das auch bei diesen Europameisterschaften wieder einmal hohe Leistungsniveau sehr deutlich.
- Es wurden drei Weltrekorde erzielt:
  - 400 Meter Hürden: 49,2 s (egalisiert) – Salvatore Morale (Italien), Finale
  - 400 Meter: 53,4 s (egalisiert) – Marija Itkina (Sowjetunion), Finale
  - Kugelstoßen: 18,55 m (egalisiert) – Tamara Press (Sowjetunion), Finale
- Außerdem gab es drei weitere neue Europarekorde:
  - Hammerwurf: 69,64 m – Gyula Zsivótzky (Ungarn), Finale
  - 800 Meter: 2:02,8 min – Gerda Kraan (Niederlande), Finale
  - 4-mal-100-Meter-Staffel: 44,5 s – Polen (Teresa Ciepły, Barbara Sobotta, Elżbieta Szyroka, Maria Piątkowska), Finale

- In 23 Disziplinen wurde darüber hinaus der bestehende Meisterschaftsrekord fünfzig Mal verbessert oder egalisiert.
- Außerdem wurden in vierzehn Disziplinen 45 Landesrekorde gesteigert oder eingestellt.

- Zwei Athletinnen errangen je zwei Goldmedaillen bei diesen Meisterschaften:
  - Tamara Press (Sowjetunion) – Kugelstoßen, Diskuswurf
  - Teresa Ciepły (Polen) – 80 Meter Hürden, 4-mal-100-Meter-Staffel
- Sieben der Europameister von 1962 hatten bereits vorher EM-Titel gewonnen:
  - Wassili Kusnezow (Sowjetunion) – Zehnkampf, dritter Erfolg in Folge seit 1954, damit jetzt dreifacher Europameister
  - Marija Itkina (Sowjetunion) – 400 Meter, Wiederholung ihres Erfolgs von 1958, außerdem Europameisterin 1954 über 200 Meter, damit jetzt dreifache Europameisterin
  - Galina Bystrowa (Sowjetunion) – Fünfkampf, Wiederholung ihres Erfolgs von 1958, außerdem Europameisterin 1958 über 80 Meter Hürden, damit jetzt dreifache Europameisterin
  - Igor Ter-Owanessjan (Sowjetunion) – Weitsprung, Wiederholung seines Erfolgs von 1958, damit jetzt zweifacher Europameister
  - Józef Szmidt (Polen) – Dreisprung, Wiederholung seines Erfolgs von 1958, damit jetzt zweifacher Europameister
  - Iolanda Balaș (Rumänien) – Hochsprung, Wiederholung ihres Erfolgs von 1958, damit jetzt zweifache Europameisterin
  - Tamara Press (Sowjetunion) – Diskuswurf, Wiederholung ihres Erfolgs von 1958, damit jetzt zweifache Europameisterin

## Resultate Männer

### 100 m
| Platz | Athlet           | Land | Zeit (s) |
| ----- | ---------------- | ---- | -------- |
| 1     | Claude Piquemal  | FRA  | 10,4     |
| 2     | Jocelyn Delecour | FRA  | 10,4     |
| 3     | Peter Gamper     | GER  | 10,4     |
| 4     | Alfred Hebauf    | GER  | 10,4     |
| 5     | Jerzy Juskowiak  | POL  | 10,4     |
| 6     | Marian Foik      | POL  | 10,5     |

Finale: 13. September
Wind: −0,6 m/s

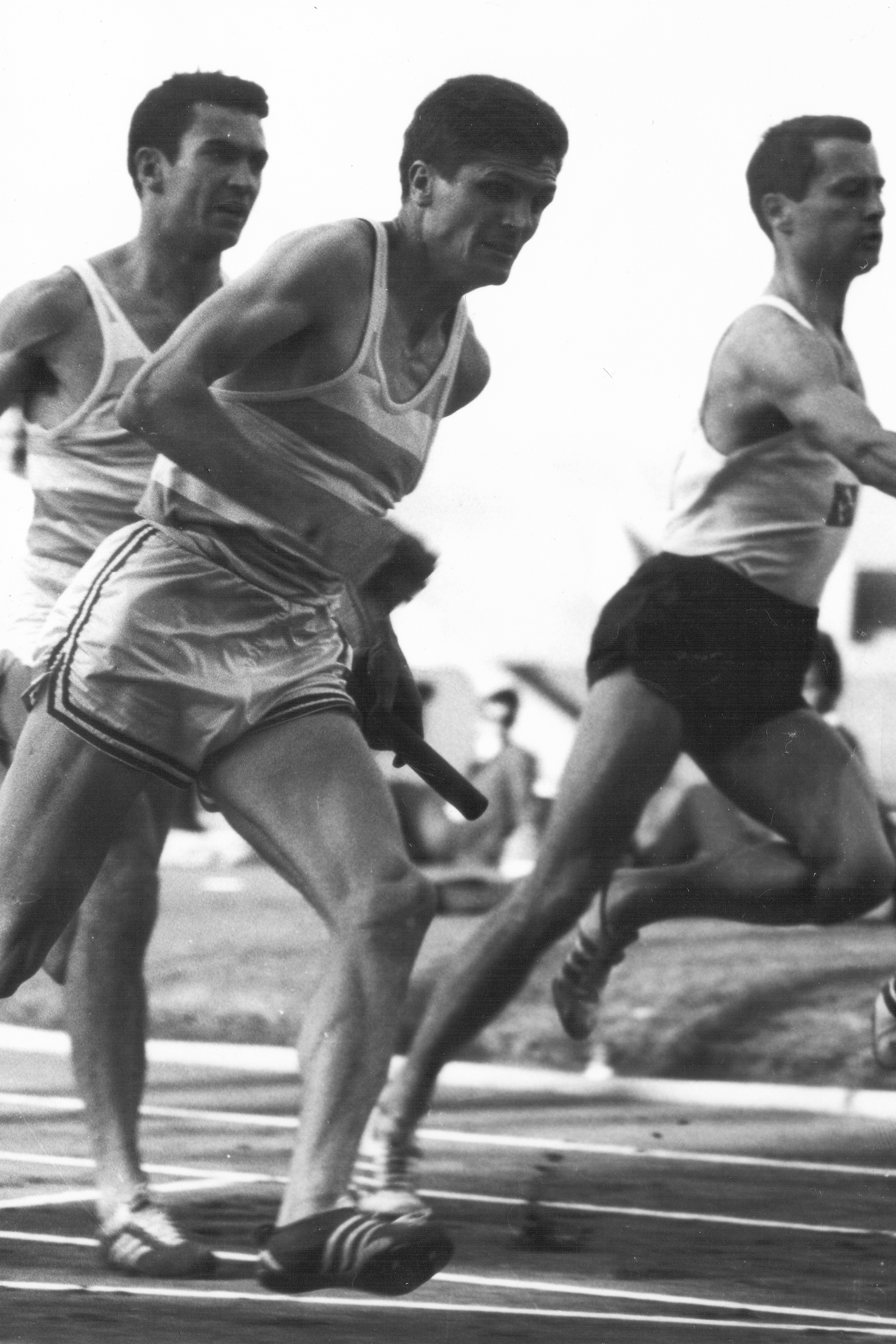

Claude Piquemal (links) und Jocelyn Delecour (Mitte) – auf dem Foto bei der Übergabe eines Staffelstabs

### 200 m
| Platz | Athlet           | Land | Zeit (s) |
| ----- | ---------------- | ---- | -------- |
| 1     | Owe Jonsson      | SWE  | 20,7 CR  |
| 2     | Marian Foik      | POL  | 20,8000  |
| 3     | Sergio Ottolina  | ITA  | 20,8000  |
| 4     | Jocelyn Delecour | FRA  | 21,0000  |
| 5     | David Jones      | GBR  | 21,0000  |
| 6     | Heinz Schumann   | GER  | 21,2000  |

Finale: 16. September
Wind: ±0,0 m/s

### 400 m
| Platz | Athlet             | Land | Zeit (s) |
| ----- | ------------------ | ---- | -------- |
| 1     | Robbie Brightwell  | GBR  | 45,9 CR  |
| 2     | Manfred Kinder     | GER  | 46,1000  |
| 3     | Hans-Joachim Reske | GER  | 46,4000  |
| 4     | Adrian Metcalfe    | GBR  | 46,4000  |
| 5     | Barry Jackson      | GBR  | 46,6000  |
| 6     | Andrzej Badeński   | POL  | 47,4000  |

Finale: 14. September

### 800 m
| Platz | Athlet               | Land | Zeit (min) |
| ----- | -------------------- | ---- | ---------- |
| 1     | Manfred Matuschewski | GER  | 1:50,5     |
| 2     | Waleri Bulischew     | URS  | 1:51,2     |
| 3     | Paul Schmidt         | GER  | 1:51,2     |
| 4     | Olavi Salonen        | FIN  | 1:51,2     |
| 5     | Derek McLeane        | IRL  | 1:51,3     |
| 6     | Abram Krywoschejew   | URS  | 1:51,5     |

Finale: 15. September

### 1500 m
| Platz | Athlet           | Land | Zeit (min) |
| ----- | ---------------- | ---- | ---------- |
| 1     | Michel Jazy      | FRA  | 3:40,9     |
| 2     | Witold Baran     | POL  | 3:42,1     |
| 3     | Tomáš Salinger   | TCH  | 3:42,2     |
| 4     | Heinz Böthling   | GER  | 3:42,7     |
| 5     | Werner Krause    | GER  | 3:43,8     |
| 6     | Wassili Sawinkow | URS  | 3:44,2     |
| 7     | Henk Snepvangers | NED  | 3:44,8     |
| 8     | Mike Berisford   | GBR  | 3:45,2     |

Finale: 16. September

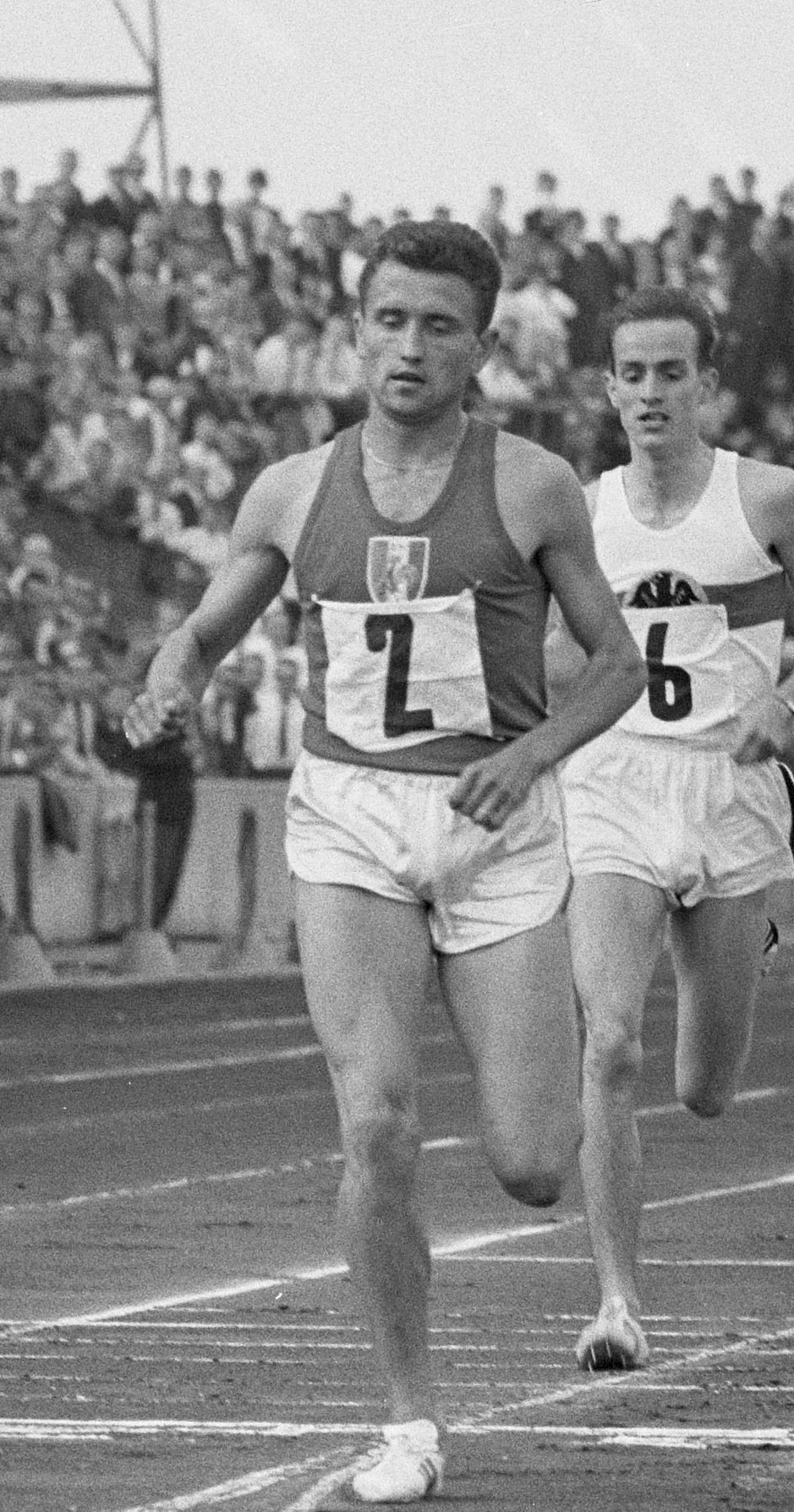

Foto rechts: Favoritensieg für Michel Jazy (links, im Jahr 1963 vor Harald Norpoth)

### 5000 m
| Platz | Athlet             | Land | Zeit (min) |
| ----- | ------------------ | ---- | ---------- |
| 1     | Bruce Tulloh       | GBR  | 14:00,6    |
| 2     | Kazimierz Zimny    | POL  | 14:01,8    |
| 3     | Pjotr Bolotnikow   | URS  | 14:02,6    |
| 4     | Lech Boguszewicz   | POL  | 14:03,4    |
| 5     | Michel Bernard     | FRA  | 14:03,8    |
| 6     | John Anderson      | GBR  | 14:04,2    |
| 7     | Siegfried Herrmann | GER  | 14:05,0    |
| 8     | Robert Bogey       | FRA  | 14:06,8    |

Finale: 15. September

### 10.000 m
| Platz | Athlet           | Land | Zeit (min) |
| ----- | ---------------- | ---- | ---------- |
| 1     | Pjotr Bolotnikow | URS  | 28:54,0 CR |
| 2     | Friedrich Janke  | GER  | 29:01,6000 |
| 3     | Roy Fowler       | GBR  | 29:02,0000 |
| 4     | Martin Hyman     | GBR  | 29:02,0000 |
| 5     | Robert Bogey     | FRA  | 29:02,6000 |
| 6     | Leonid Iwanow    | URS  | 29:04,8000 |
| 7     | Franc Červan     | YUG  | 29:07,6000 |
| 8     | Mike Bullivant   | GBR  | 29:13,4000 |

Datum: 12. September

### Marathon
| Platz | Athlet                 | Land | Zeit (h)  |
| ----- | ---------------------- | ---- | --------- |
| 1     | Brian Kilby            | GBR  | 2:23:18,8 |
| 2     | Aurèle Vandendriessche | BEL  | 2:24:02,0 |
| 3     | Wiktor Baikow          | URS  | 2:24:19,8 |
| 4     | Alistair Wood          | GBR  | 2:25:57,8 |
| 5     | Pavel Kantorek         | TCH  | 2:26:54,4 |
| 6     | Sergei Popow           | URS  | 2:27:46,8 |
| 7     | Thyge Thøgersen        | DEN  | 2:30:04,8 |
| 8     | Ivan Mustapic          | YUG  | 2:30:23,4 |

Datum: 16. September

### 110 m Hürden
| Platz | Athlet                | Land | Zeit (s) |
| ----- | --------------------- | ---- | -------- |
| 1     | Anatoli Michailow     | URS  | 13,8 NR  |
| 2     | Giovanni Cornacchia   | ITA  | 14,0000  |
| 3     | Nikolai Beresuzki     | URS  | 14,2000  |
| 4     | Michel Chardel        | FRA  | 14,2000  |
| 5     | Giorgio Mazza         | ITA  | 14,3000  |
| 6     | Walentin Tschistjakow | URS  | 14,4000  |
| 7     | Stanko Lorger         | YUG  | 14,5000  |

Finale: 16. September
Wind: −0,1 m/s

### 400 m Hürden
| Platz | Athlet           | Land | Zeit (s) |
| ----- | ---------------- | ---- | -------- |
| 1     | Salvatore Morale | ITA  | 49,2 WRe |
| 2     | Jörg Neumann     | GER  | 50,30000 |
| 3     | Helmut Janz      | GER  | 50,50000 |
| 4     | Jussi Rintamäki  | FIN  | 50,80000 |
| 5     | Boris Krjunow    | URS  | 51,30000 |
| 6     | Wassyl Anissimow | URS  | 54,20000 |

Finale: 13. September

### 3000 m Hindernis
| Platz | Athlet              | Land | Zeit (min)   |
| ----- | ------------------- | ---- | ------------ |
| 1     | Gaston Roelants     | BEL  | 8:32,6 CR/NR |
| 2     | Zoltan Vamoș        | ROM  | 8:37,6 NR000 |
| 3     | Nikolai Sokolow     | URS  | 8:40,6000000 |
| 4     | Hermann Buhl        | GER  | 8:47,2000000 |
| 5     | Attila Simon        | HUN  | 8:49,4000000 |
| 6     | Wladimir Jewdokimow | URS  | 8:50,8000000 |
| 7     | Guy Texereau        | FRA  | 8:51,4000000 |
| 8     | Alexei Konow        | URS  | 8:52,6000000 |

Finale: 14. September

### 4 × 100 m Staffel
| Platz | Land           | Athleten                                                       | Zeit (s)    |
| ----- | -------------- | -------------------------------------------------------------- | ----------- |
| 1     | Deutschland    | Klaus Ulonska Peter Gamper Hans-Joachim Bender Manfred Germar  | 39,5 CR/DRe |
| 2     | Polen          | Jerzy Juskowiak Andrzej Zieliński Zbigniew Syka Marian Foik    | 39,5 CR/NR0 |
| 3     | Großbritannien | Alf Meakin Ronald Jones Berwyn Jones David Jones               | 39,8 NRe000 |
| 4     | Frankreich     | Jean-Paul Lambrot Guy Lagorce Claude Piquemal Jocelyn Delecour | 40,0000000  |
| 5     | Italien        | Livio Berruti Sergio Ottolina Armando Sardi Flavio Colani      | 40,3000000  |
| 6     | Ungarn         | Imre Babos Csaba Csutorás László Mihályfi Gyula Rábai          | 40,5000000  |

Finale: 16. September

### 4 × 400 m Staffel
| Platz | Land           | Athleten                                                               | Zeit (min) |
| ----- | -------------- | ---------------------------------------------------------------------- | ---------- |
| 1     | Deutschland    | Johannes Schmitt Wilfried Kindermann Hans-Joachim Reske Manfred Kinder | 3:05,8 CR  |
| 2     | Großbritannien | Barry Jackson Ken Wilcock Adrian Metcalfe Robbie Brightwell            | 3:05,9000  |
| 3     | Schweiz        | Bruno Galliker Jean-Louis Descloux Marius Theiler Hansruedi Bruder     | 3:07,0000  |
| 4     | Schweden       | Bo Althoff Ronny Sunesson Bengt-Göran Fernström Hans-Olof Johansson    | 3:07,7000  |
| 5     | Italien        | Mario Fraschini Vittorio Barberis Gian Paolo Iraldo Salvatore Morale   | 3:07,8000  |
| 6     | Frankreich     | Jean Bertozzi Bernard Martin Jean-Pierre Boccardo Germain Nelzy        | 3:08,9000  |

Finale: 16. September

### 20 km Gehen

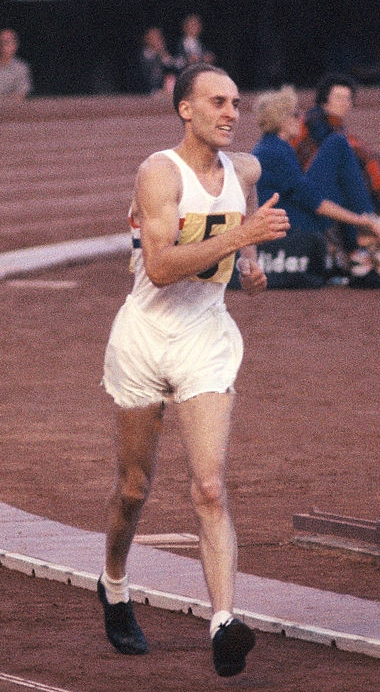
Europameister Ken Matthews

| Platz | Athlet                  | Land | Zeit (h)  |
| ----- | ----------------------- | ---- | --------- |
| 1     | Ken Matthews            | GBR  | 1:35:54,8 |
| 2     | Hans-Georg Reimann      | GER  | 1:36:14,2 |
| 3     | Wolodymyr Holubnytschyj | URS  | 1:36:37,6 |
| 4     | Anatoli Wedjakow        | URS  | 1:37:23,6 |
| 5     | Lennart Back            | SWE  | 1:38:16,2 |
| 6     | Dieter Lindner          | GER  | 1:38:34,4 |
| 7     | Alexandr Bilek          | TCH  | 1:38:42,6 |
| 8     | Franciszek Szyszka      | POL  | 1:40:30,8 |

Datum: 1. September

### 50 km Gehen
| Platz | Athlet              | Land | Zeit (h)  |
| ----- | ------------------- | ---- | --------- |
| 1     | Abdon Pamich        | ITA  | 4:18:46,6 |
| 2     | Grigori Panitschkin | URS  | 4:24:35,6 |
| 3     | Don Thompson        | GBR  | 4:29:00,2 |
| 4     | Christoph Höhne     | GER  | 4:29:37,8 |
| 5     | John Ljunggren      | SWE  | 4:30:19,8 |
| 6     | István Havasi       | HUN  | 4:34:14,8 |
| 7     | Hannes Koch         | GER  | 4:38:34,0 |
| 8     | Horst Astroth       | GER  | 4:38:49,0 |

Datum: 14. September

### Hochsprung

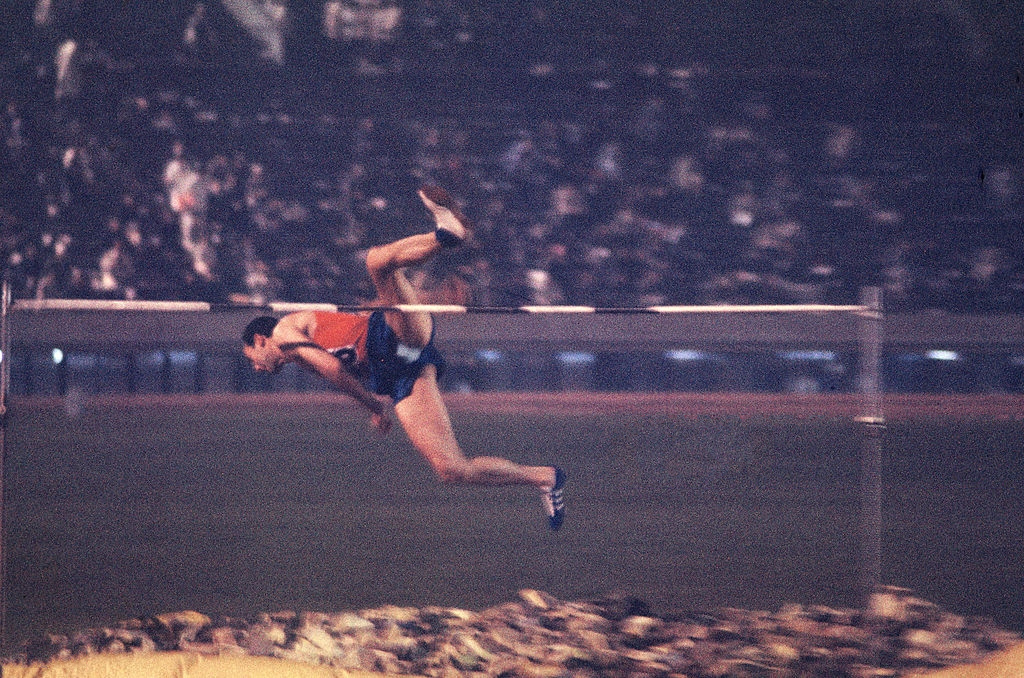
Waleri Brumel war vor seinem Motorradunfall im Jahr 1965 der weltbeste Hochspringer

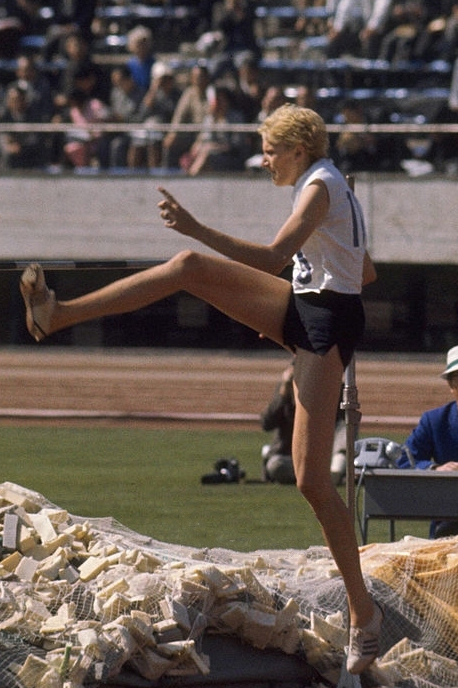
Zweiter EM-Titel Iolanda Balaș, die dominante Hochspringerin in diesen Jahren

| Platz | Athlet              | Land | Höhe (m) |
| ----- | ------------------- | ---- | -------- |
| 1     | Waleri Brumel       | URS  | 2,21 CR  |
| 2     | Stig Pettersson     | SWE  | 2,13000  |
| 3     | Robert Schawlakadse | URS  | 2,09000  |
| 4     | Wiktor Bolschow     | URS  | 2,06000  |
| 5     | Edward Czernik      | POL  | 2,06000  |
| 6     | Gerd Dührkop        | GER  | 2,06000  |
| 7     | Werner Pfeil        | GER  | 2,03000  |
| 8     | Djordje Majtan      | YUG  | 2,00000  |

Finale: 16. September

### Stabhochsprung
| Platz | Athlet           | Land | Höhe (m) |
| ----- | ---------------- | ---- | -------- |
| 1     | Pentti Nikula    | FIN  | 4,80 CR  |
| 2     | Rudolf Tomášek   | TCH  | 4,60000  |
| 3     | Kauko Nyström    | FIN  | 4,60000  |
| 4     | Risto Ankio      | FIN  | 4,55000  |
| 5     | Maurice Houvion  | FRA  | 4,55000  |
| 6     | Roman Lešek      | YUG  | 4,55 NR  |
| 7     | Günter Malcher   | GER  | 4,50000  |
| 8     | Manfred Preußger | GER  | 4,50000  |

Finale: 15. September

### Weitsprung
| Platz | Athlet              | Land | Weite (m) |
| ----- | ------------------- | ---- | --------- |
| 1     | Igor Ter-Owanessjan | URS  | 8,19 w    |
| 2     | Rainer Stenius      | FIN  | 7,8500    |
| 3     | Pentti Eskola       | FIN  | 7,8500    |
| 4     | Dmytro Bondarenko   | URS  | 7,8300    |
| 5     | Waldemar Gawron     | POL  | 7,7300    |
| 6     | Henrik Kalocsai     | HUN  | 7,6600    |
| 7     | Klaus Beer          | GER  | 7,5200    |
| 8     | Ali Brakchi         | FRA  | 7,4100    |

Finale: 14. September

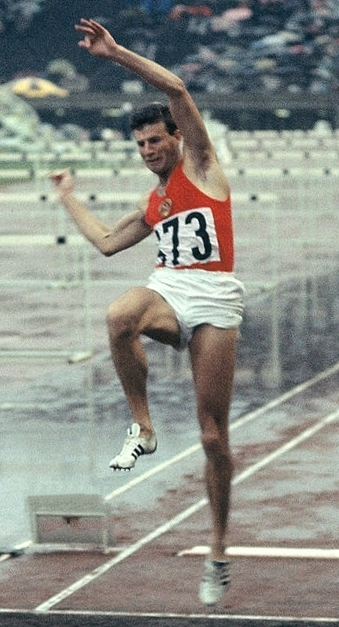

Igor Ter-Owanessjan (Foto rechts) – Europameister mit glänzender Weite, die allerdings wegen einer Windunterstützung von 3,2 m/s nicht bestenlistenreif war. Den neuen nun gültigen Meisterschaftsrekord von 7,82 m hatte Ter-Owanessjan mit Windunterstützung im erlaubten Bereich bereits zwei Tage vor dem Finale in der Qualifikation erzielt.

### Dreisprung

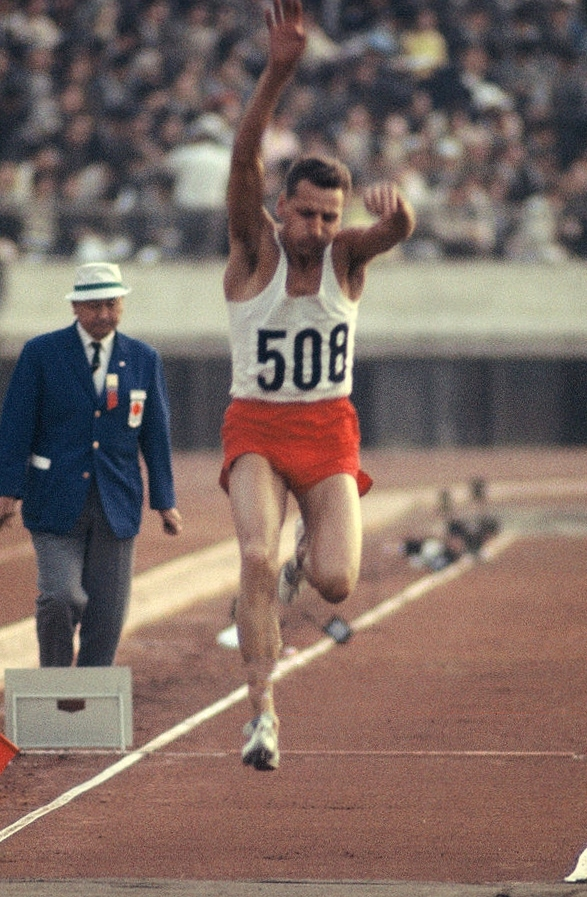
Zweiter Titelgewinn für Józef Szmidt im Dreisprung

| Platz | Athlet               | Land | Weite (m) |
| ----- | -------------------- | ---- | --------- |
| 1     | Józef Szmidt         | POL  | 16,55 CR  |
| 2     | Wladimir Gorjajew    | URS  | 16,39000  |
| 3     | Oleg Fjodossejew     | URS  | 16,24000  |
| 4     | Jan Jaskólski        | POL  | 16,02000  |
| 5     | Radoslav Jocić       | YUG  | 15,68 NR  |
| 6     | Vilhjálmur Einarsson | ISL  | 15,62000  |
| 7     | Odd Bergh            | NOR  | 15,52000  |
| 8     | Ljuben Gurguschinow  | BUL  | 15,22000  |

Finale: 13. September

### Kugelstoßen
| Platz | Athlet           | Land | Weite (m) |
| ----- | ---------------- | ---- | --------- |
| 1     | Vilmos Varjú     | HUN  | 19,02 CR  |
| 2     | Wiktor Lipsnis   | URS  | 18,38000  |
| 3     | Alfred Sosgórnik | POL  | 18,28000  |
| 4     | Władysław Komar  | POL  | 18,00000  |
| 5     | Zsigmond Nagy    | HUN  | 17,97000  |
| 6     | Jiří Skobla      | TCH  | 17,87000  |
| 7     | Dietrich Urbach  | GER  | 17,58000  |
| 8     | Milija Jocović   | YUG  | 17,55000  |

Finale: 14. September

### Diskuswurf
| Platz | Athlet              | Land | Weite (m) |
| ----- | ------------------- | ---- | --------- |
| 1     | Wladimir Trussenjow | URS  | 57,11 CR  |
| 2     | Cornelis Koch       | NED  | 55,96000  |
| 3     | Lothar Milde        | GER  | 55,47000  |
| 4     | Edmund Piątkowski   | POL  | 55,13000  |
| 5     | Wiktor Kompanijez   | URS  | 54,74000  |
| 6     | József Szécsényi    | HUN  | 54,66000  |
| 7     | Fritz Kühl          | GER  | 53,86000  |
| 8     | Carmelo Rado        | ITA  | 52,82000  |

Finale: 13. September

### Hammerwurf
| Platz | Athlet           | Land | Weite (m) |
| ----- | ---------------- | ---- | --------- |
| 1     | Gyula Zsivótzky  | HUN  | 69,64 ER  |
| 2     | Alexei Baltowski | URS  | 66,93000  |
| 3     | Juri Bakarinow   | URS  | 66,57000  |
| 4     | Heinrich Thun    | AUT  | 65,23000  |
| 5     | Olgierd Ciepły   | POL  | 64,34000  |
| 6     | Wassili Rudenkow | URS  | 63,94000  |
| 7     | Josef Matoušek   | POL  | 63,52000  |
| 8     | Tadeusz Rut      | POL  | 62,95000  |

Finale: 16. September

### Speerwurf

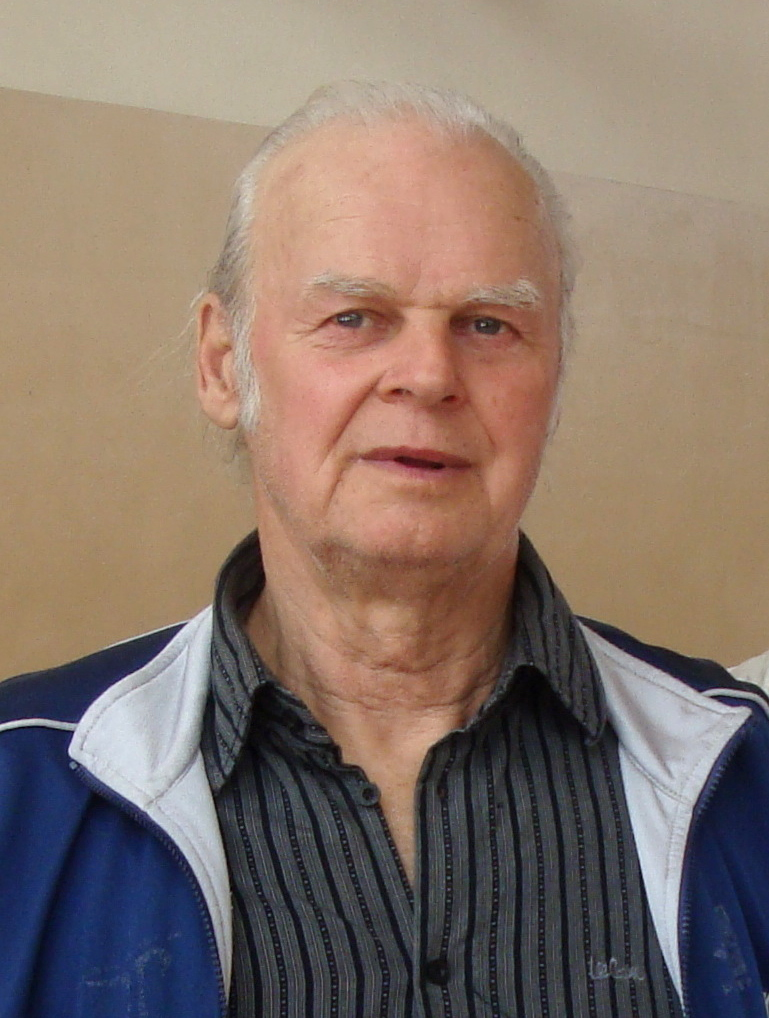
Europameister Jānis Lūsis (Foto: 2011) – einer der erfolgreichsten Speerwerfer der Sportgeschichte

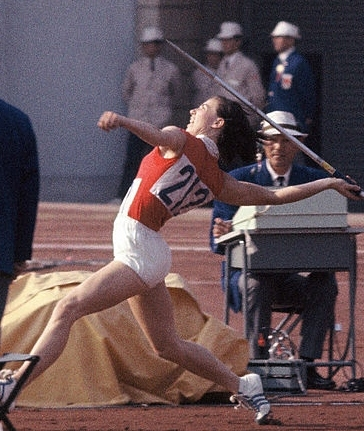
Elvīra Ozoliņa – nach Weltrekord und Olympiasieg 1960 nun der EM-Titel

| Platz | Athlet             | Land | Weite (m) |
| ----- | ------------------ | ---- | --------- |
| 1     | Jānis Lūsis        | URS  | 82,04 CR  |
| 2     | Wiktor Zybulenko   | URS  | 77,92000  |
| 3     | Władysław Nikiciuk | POL  | 77,66000  |
| 4     | Marian Machowina   | POL  | 77,15000  |
| 5     | Gergely Kulcsár    | HUN  | 76,89000  |
| 6     | Carlo Lievore      | ITA  | 76,25000  |
| 7     | Janusz Sidło       | POL  | 75,01000  |
| 8     | Rolf Herings       | GER  | 74,95000  |

Finale: 15. September

### Zehnkampf
| Platz | Athlet            | Land | P – offiz. Wert. | P – 85er Wert. |
| ----- | ----------------- | ---- | ---------------- | -------------- |
| 1     | Wassili Kusnezow  | URS  | 8026 CR          | 7653           |
| 2     | Werner von Moltke | GER  | 8022 DR          | 7637           |
| 3     | Manfred Bock      | GER  | 7835000          | 7563           |
| 4     | Eef Kamerbeek     | NED  | 7724 NR          | 7500           |
| 5     | Willi Holdorf     | GER  | 7523000          | 7355           |
| 6     | Juri Djatschow    | URS  | 7400000          | 7299           |
| 7     | Mirko Kolnik      | YUG  | 7348000          | 7199           |
| 8     | Jože Brodnik      | YUG  | 7183000          | 7185           |

Datum: 13./14. September
Gewertet wurde nach der Punktetabelle von 1952.
Zur Orientierung und Einordnung der Leistungen sind zum Vergleich die nach heutigem Wertungssystem von 1985 erreichten Punktzahlen mitaufgeführt. An den Platzierungen hätte sich danach allerdings nichts geändert. Natürlich sind diese Vergleiche nur Anhaltswerte, denn als Grundlage müssen die jeweils unterschiedlichen Maßstäbe der Zeit gelten.

## Resultate Frauen

### 100 m
| Platz | Athletin         | Land | Zeit (s) |
| ----- | ---------------- | ---- | -------- |
| 1     | Dorothy Hyman    | GBR  | 11,3     |
| 2     | Jutta Heine      | GER  | 11,3     |
| 3     | Teresa Ciepły    | POL  | 11,4     |
| 4     | Daphne Arden     | GBR  | 11,5     |
| 5     | Hannelore Raepke | GER  | 11,6     |
| 6     | Elżbieta Szyroka | POL  | 11,8     |

Finale: 13. September
Wind: +2,3 m/s
Wegen der zu starken Windunterstützung im Finale waren die erzielten Zeiten nicht bestenlistenreif.

### 200 m
| Platz | Athletin            | Land | Zeit (s) |
| ----- | ------------------- | ---- | -------- |
| 1     | Jutta Heine         | GER  | 23,5 CR  |
| 2     | Dorothy Hyman       | GBR  | 23,7000  |
| 3     | Barbara Sobotta     | POL  | 23,9000  |
| 4     | Daphne Arden        | GBR  | 24,2000  |
| 5     | Walentyna Maslowska | URS  | 24,2000  |
| 6     | Ann Packer          | GBR  | 24,4000  |

Finale: 15. September
Wind: −2,3 m/s

### 400 m
| Platz | Athletin             | Land | Zeit (s) |
| ----- | -------------------- | ---- | -------- |
| 1     | Marija Itkina        | URS  | 53,4 WRe |
| 2     | Joy Grieveson        | GBR  | 53,9 NR0 |
| 3     | Tilly van der Zwaard | NED  | 54,4 NR0 |
| 4     | Helga Henning        | GER  | 54,6 DR0 |
| 5     | Jekaterina Parljuk   | URS  | 54,90000 |
| 6     | Maeve Kyle           | IRL  | 57,40000 |

Finale: 14. September

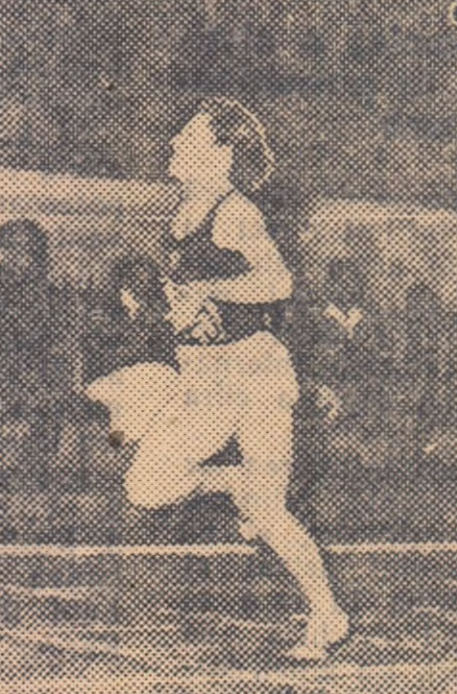

Marija Itkina (Foto rechts) lief mit Weltrekord zu ihrem insgesamt dritten EM-Titel.

### 800 m
| Platz | Athletin             | Land | Zeit (min) |
| ----- | -------------------- | ---- | ---------- |
| 1     | Gerda Kraan          | NED  | 2:02,8 ER  |
| 2     | Waltraud Kaufmann    | GER  | 2:05,0 DR  |
| 3     | Olga Kazi            | HUN  | 2:05,0 NR  |
| 4     | Joy Jordan           | GBR  | 2:05,0 NR  |
| 5     | Krysztyna Nowakowska | POL  | 2:05,8 NR  |
| 6     | Wera Muchanowa       | URS  | 2:07,2000  |

Finale: 16. September

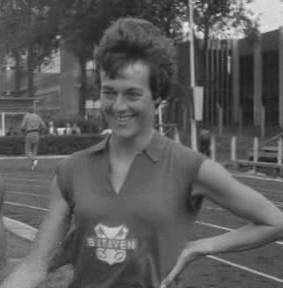

Gerda Kraan (Foto rechts) siegte überlegen mit neuem Europarekord.

### 80 m Hürden
| Platz | Athletin          | Land | Zeit (s)   |
| ----- | ----------------- | ---- | ---------- |
| 1     | Teresa Ciepły     | POL  | 10,6 CR/NR |
| 2     | Karin Balzer      | GER  | 10,6 CR/DR |
| 3     | Maria Piątkowska  | POL  | 10,6 CR/NR |
| 3     | Erika Fisch       | GER  | 10,6 CR/DR |
| 5     | Rimma Koscheljowa | URS  | 10,8000000 |
| 6     | Galina Bystrowa   | URS  | 10,8000000 |

Finale: 16. September
Wind: +0,1 m/s

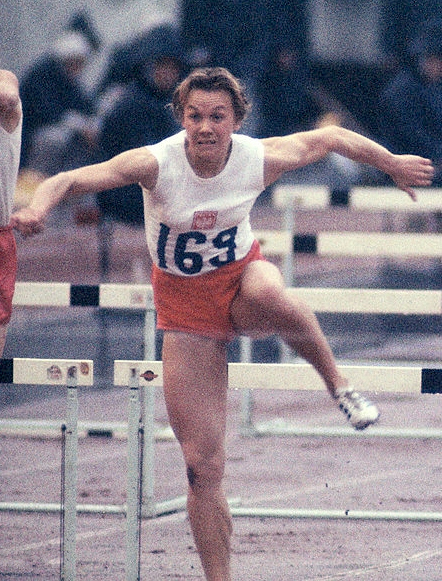

Europameisterin Teresa Ciepły (Foto rechts) – zwei Jahre später gewann sie Olympiasilber.

### 4 × 100 m Staffel
| Platz | Land           | Athletinnen                                                          | Zeit (s) |
| ----- | -------------- | -------------------------------------------------------------------- | -------- |
| 1     | Polen          | Teresa Ciepły Barbara Sobotta Elżbieta Szyroka Maria Piątkowska      | 44,5 ERe |
| 2     | Deutschland    | Erika Fisch Martha Pensberger Maren Collin Jutta Heine               | 44,6 DR0 |
| 3     | Großbritannien | Ann Packer Dorothy Hyman Daphne Arden Mary Rand                      | 44,90000 |
| 4     | Jugoslawien    | Olga Sikovec Nadja Simic Zdenka Leskovac Draga Stamejčič             | 46,40000 |
| DSQ   | Italien        | Donata Govoni Daniela Spampani Letizia Bertoni Nadia Mecocci         |          |
| DSQ   | Sowjetunion    | Ludmilla Motina Walentyna Maslowska Marija Itkina Galina Winogradowa |          |

Finale: 16. September

### Hochsprung
| Platz | Athletin              | Land | Höhe (m) |
| ----- | --------------------- | ---- | -------- |
| 1     | Iolanda Balaș         | ROM  | 1,83 CR  |
| 2     | Olga Gere             | YUG  | 1,76 NR  |
| 3     | Linda Knowles         | GBR  | 1,73000  |
| 4     | Dorothy Shirley       | GBR  | 1,67000  |
| 5     | Doris Walther         | GER  | 1,67000  |
| 6     | Taissija Tschentschik | URS  | 1,64000  |
| 7     | Jarosława Bieda       | POL  | 1,64000  |
| 8     | Heidi Hummel          | GER  | 1,64000  |

Finale: 14. September

### Weitsprung
| Platz | Athletin                | Land | Weite (m) |
| ----- | ----------------------- | ---- | --------- |
| 1     | Tatjana Schtschelkanowa | URS  | 6,36      |
| 2     | Elżbieta Krzesińska     | POL  | 6,22      |
| 3     | Mary Rand               | GBR  | 6,22      |
| 4     | Joke Bijleveld          | NED  | 6,21      |
| 5     | Helga Hoffmann          | GER  | 6,19      |
| 6     | Hildrun Claus           | GER  | 6,12      |
| 7     | Diana Jorgowa           | BUL  | 5,98      |
| 8     | Bärbel Geißler          | GER  | 5,95      |

Finale: 15. September

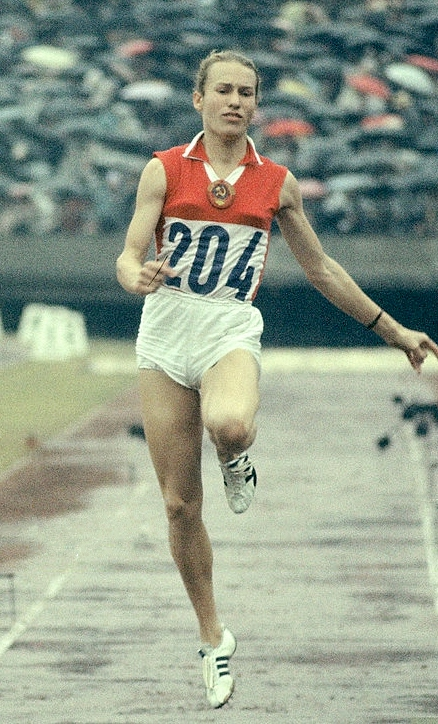

Europameisterin Tatjana Schtschelkanowa (Foto rechts) hatte in der Qualifikation mit 6,38 m einen neuen Meisterschaftsrekord aufgestellt.

### Kugelstoßen
| Platz | Athletin                  | Land | Weite (m) |
| ----- | ------------------------- | ---- | --------- |
| 1     | Tamara Press              | URS  | 18,55 WRe |
| 2     | Renate Garisch-Culmberger | GER  | 17,170000 |
| 3     | Galina Sybina             | URS  | 16,950000 |
| 4     | Johanna Hübner            | GER  | 15,950000 |
| 5     | Wilfriede Hoffmann        | GER  | 15,750000 |
| 6     | Ana Sălăgean              | ROM  | 15,260000 |
| 7     | Iwanka Christowa          | BUL  | 15,160000 |
| 8     | Judit Bognár              | HUN  | 14,440000 |

Datum: 12. September

### Diskuswurf
| Platz | Athletin             | Land | Weite (m) |
| ----- | -------------------- | ---- | --------- |
| 1     | Tamara Press         | URS  | 56,91 CR  |
| 2     | Doris Müller         | GER  | 53,60000  |
| 3     | Jolán Kontsek        | HUN  | 52,82000  |
| 4     | Antonina Solotuchina | URS  | 51,78000  |
| 5     | Jiřina Němcová       | TCH  | 51,58000  |
| 6     | Nina Ponomarjowa     | URS  | 51,03000  |
| 7     | Kriemhild Limberg    | GER  | 50,16000  |
| 8     | Štěpánka Mertová     | TCH  | 49,15000  |

Finale: 15. September

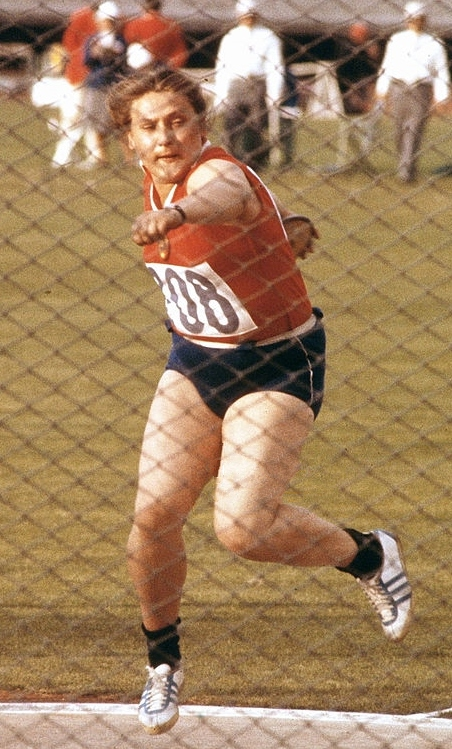

Tamara Press (Foto rechts) verteidigte ihren Titel von 1958. Außerdem gewann sie hier in Belgrad das Kugelstoßen.

### Speerwurf
| Platz | Athletin            | Land | Weite (m) |
| ----- | ------------------- | ---- | --------- |
| 1     | Elvīra Ozoliņa      | URS  | 54,93     |
| 2     | Maria Diaconescu    | ROM  | 52,10     |
| 3     | Alewtina Schastitko | URS  | 51,80     |
| 4     | Anneliese Gerhards  | GER  | 50,92     |
| 5     | Márta Antál         | HUN  | 49,91     |
| 6     | Erika Strasser      | AUT  | 49,90     |
| 7     | Inge Schwalbe       | GER  | 48,55     |
| 8     | Jelena Gortschakowa | URS  | 46,74     |

Finale: 14. September

### Fünfkampf
| Platz | Athletin        | Land | P – offiz. Wert. | P – 85er Wert. |
| ----- | --------------- | ---- | ---------------- | -------------- |
| 1     | Galina Bystrowa | URS  | 4833 CR          | 4324           |
| 2     | Denise Guénard  | FRA  | 4735 NR          | 4015           |
| 3     | Helga Hoffmann  | GER  | 4676000          | 3961           |
| 4     | Ingrid Becker   | GER  | 4663000          | 3939           |
| 5     | Mary Peters     | GBR  | 4586000          | 3834           |
| 6     | Draga Stamejčič | YUG  | 4544 NR          | 3807           |
| 7     | Lydia Schmakowa | URS  | 4526000          | 3784           |
| 8     | Nina Hansen     | DEN  | 4450 NR          | 3728           |

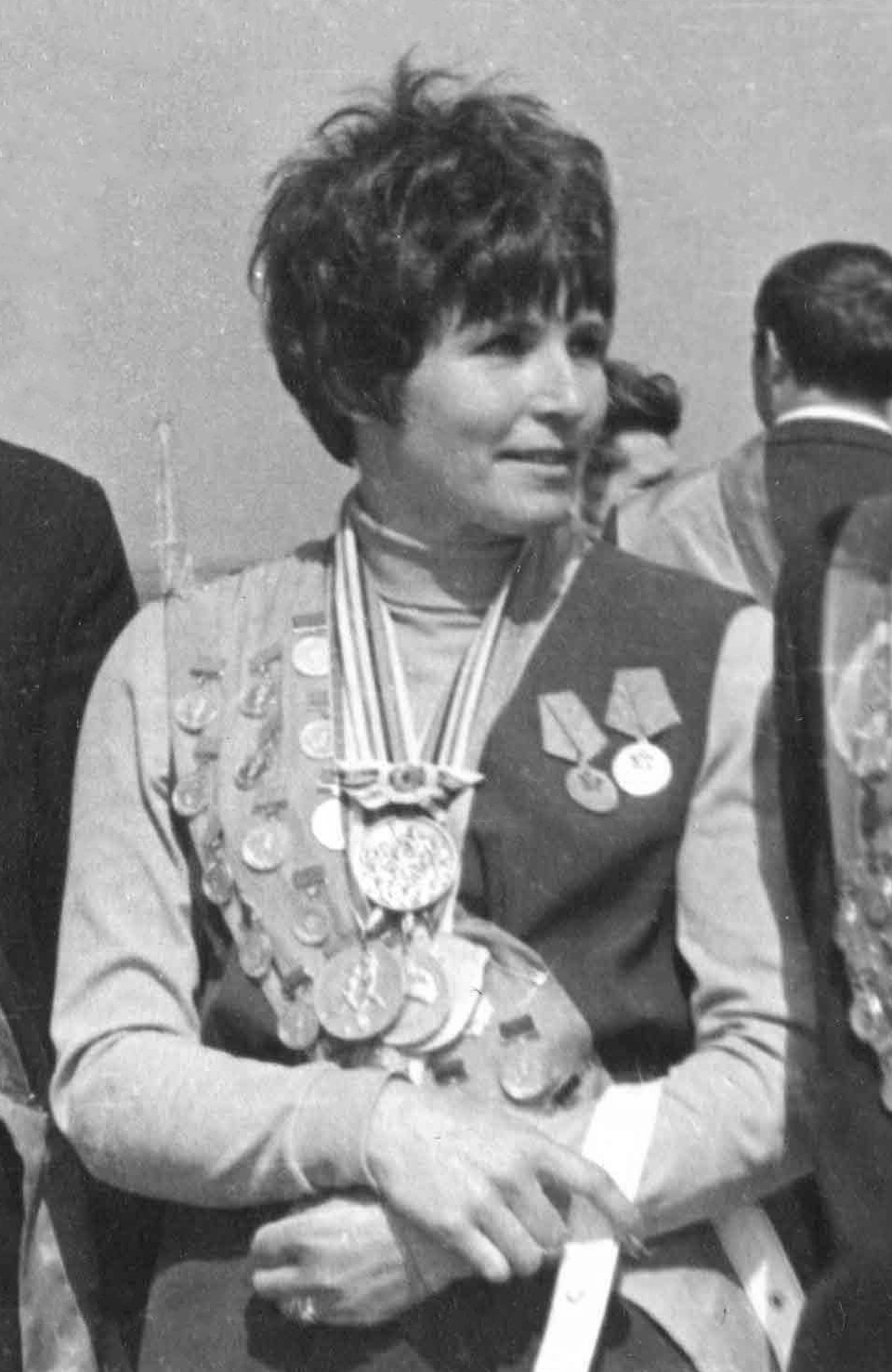
Europameisterin Galina Bystrowa (hier im Jahr 1973) verteidigte ihren Titel

Gewertet wurde nach der Punktetabelle von 1955.
Zur Orientierung und Einordnung der Leistungen sind zum Vergleich die nach heutigem Wertungssystem von 1985 für den Siebenkampf erreichten Punktzahlen mitaufgeführt. An den Platzierungen hätte sich danach allerdings nichts geändert. Natürlich sind diese Vergleiche nur Anhaltswerte, denn als Grundlage müssen die jeweils unterschiedlichen Maßstäbe der Zeit gelten.

## Video
- Neue Deutsche Wochenschau 660/1962, Kurzvideo zu den Europameisterschaften 1962, 21. September 1962, Bereich: 7:12 min bis 9:14 min auf filmothek.bundesarchiv.de, abgerufen am 20. Juni 2017